# Italia: ultimo atto?
Italia: ultimo atto? è un film del 1977 diretto da Massimo Pirri. Il film appartiene al genere fantapolitico.

## Trama
Nella città di Roma, in un clima nazionale sempre più confuso, tra malcontenti popolari e difficoltà dei governanti, un gruppo terroristico di matrice non specificata addestra i propri uomini in previsione di un grosso atto militare: l'eliminazione del Ministro dell'Interno. Tuttavia la stessa organizzazione decide di soprassedere, convinta com'è che una strage non migliorerebbe le condizioni delle classi sociali più povere.
Ma Mara, figlia di un ricco industriale, Ferruccio, giovane professore all'ITIS, e Bruno, ragazzo sbandato col pallino del Sud America e della bella vita, decidono di portare avanti il piano. Di loro iniziativa compiranno l'attentato, che si rivelerà una strage. Il ministro muore, e con lui molti membri del suo seguito e anche Bruno. Mara e Ferruccio riescono a fuggire, attraverso una Roma ormai in preda all'anarchia. Giunti in un covo optano per spararsi a vicenda, mentre fuori i carri armati sfilano per le strade, lasciando intendere che sia in atto un colpo di stato.